# Lynn Williams (Segler)
Lynn Alfred „Lindsay“ Williams III (* 29. Juni 1939 in Evanston) ist ein ehemaliger US-amerikanischer Segler.

## Erfolge
Lynn Williams, der Mitglied im Chicago Yacht Club war, nahm im Starboot bei den Olympischen Spielen 1964 in Tokio teil. Gemeinsam mit Richard Stearns beendete er die Regatta auf dem zweiten Platz hinter Durward Knowles und Cecil Cooke von den Bahamas sowie vor den Schweden Pelle Petterson und Holger Sundström, womit sie die Silbermedaille erhielten. Bei Weltmeisterschaften platzierte sich Williams im Starboot zweimal auf dem Podium: 1962 wurde er mit Stearns in Cascais Weltmeister und belegte mit ihm vier Jahre darauf in Kiel den dritten Rang. 1960 gewann Williams zudem die nordamerikanischen Meisterschaften.
Er studierte an der University of Chicago und arbeitete anschließend als Ingenieur. Sein Vater Herbert Williams war ebenfalls Segler, er wurde 1956 in Melbourne im Starboot Olympiasieger.